# Portret Millieta, podporucznika żuawów
Portret Millieta, podporucznika żuawów (hol. De minnaar, portret van Paul-Eugène Milliet, ang: Portrait of Milliet, Second Lieutenant of the Zouaves) – obraz olejny (nr kat.: F 473, JH 1588) namalowany przez Vincenta van Gogha pod koniec września 1888 podczas jego pobytu w miejscowości Arles. 

## Okoliczności powstania obrazu
Paul-Eugène Milliet (1863–1943) był synem żandarma wojskowego. Większość jego życia upłynęła pod znakiem służby wojskowej w żuawach, formacji lekkiej piechoty w ramach armii francuskiej. W 1888 jego pułk zatrzymał się tymczasowo w Arles po powrocie z kampanii w Tonkinie w ówczesnych Indochinach Francuskich. W czasie tej kampanii Milliet zachorował, a na południu Francji miał odbyć rekonwalescencję. Podczas pobytu w Arles zawarł znajomość z Vincentem van Goghiem, który w czerwcu napisał o tym fakcie do przyjaciela, Émile'a Bernarda:

Poznałem tu podporucznika żuawów, nazywa się Milliet. Udzielam mu lekcji rysunku – z moją ramą do wykreślania perspektywy.

Milliet interesował się rysunkiem i malarstwem. Obaj z van Goghiem spędzali wspólnie czas zwiedzając okolice Arles i dyskutując o sztuce. W sierpniu Milliet odbył krótką podróż do Paryża. Zabrał ze sobą trzydzieści sześć szkiców van Gogha, aby przekazać je bratu artysty, Theo. Resztę lata i początek jesieni spędził w Arles. 
Pod koniec września van Gogh rozpoczął malowanie portretu Millieta:

Pracuję także nad portretem Millieta – pisał 25 września w liście do Theo – ale on źle pozuje, a może to moja wina, choć nie sądzę, potrzebuję jednak bardzo kilku jego szkiców, bo on jest przystojny, bardzo naturalny, łatwy w obejściu i całkowicie mi odpowiada, jak na obraz amanta.

29 września portret był już gotowy.

Mam już jego portret w czerwonym kepi na szmaragdowym tle – pisał w kolejnym w liście do Theo – a w tle jest odznaka jego regimentu, półksiężyc i pięcioramienna gwiazda.

Na początku listopada 1888 Milliet wyjechał do Algierii. W kolejnych latach służył w Tunezji, Algierii i Maroku. Brał też udział w I wojnie światowej. Odszedł z wojska w randze podpułkownika otrzymując order Legii Honorowej w klasie komandora. Zmarł w Paryżu, gdy ten był okupowany przez Niemców podczas II wojny światowej.

## Opis
Obraz przedstawiający podporucznika Millieta stanowi dość proste studium przedmiotu i jest bardzo typowy do podobnych portretów namalowanych przez van Gogha w czasie jego pobytu w Arles. Milliet ukazany został w mundurze z pamiątkowym medalem z jego ekspedycji do Tonkinu. Tło obrazu jest ciemnozielone, oddane szerokimi, mocnymi pociągnięciami pędzla. Jest ono stosunkowo proste (w porównaniu z bardziej kwiecistym i ozdobnym w charakterze tłem z portretu listonosza Roulina, namalowanego w tym samym czasie). Jedynym elementem dekoracyjnym jest gwiazda i półksiężyc, widoczne w prawym górnym rogu obrazu. Symbole te stanowiły herb regimentu żuawów, w którym służył Milliet.

## Inne obrazy z żuawem jako motywem
Oprócz portretu Millieta van Gogh sporządził trzy obrazy i dwa rysunki z żuawem jako motywem.

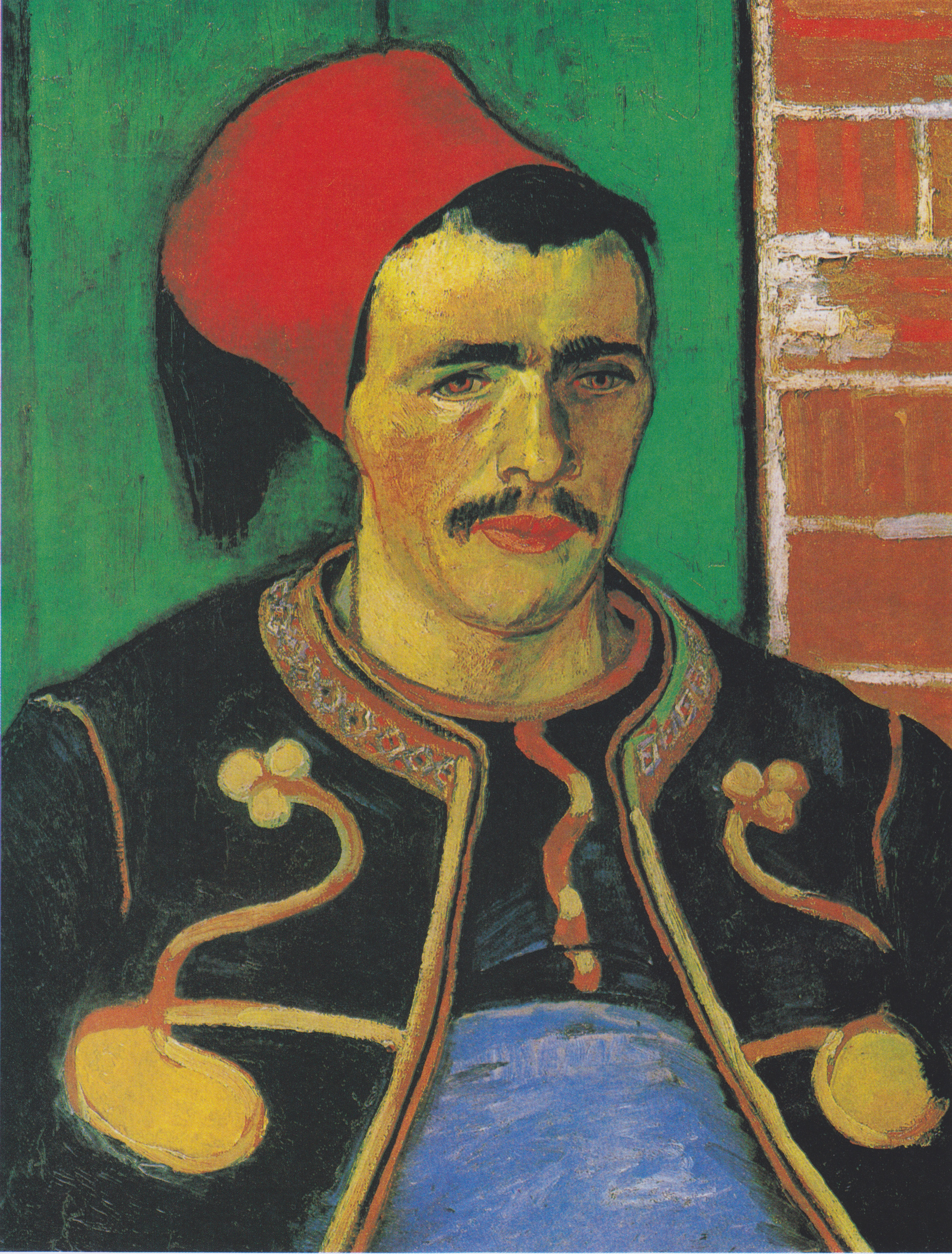
Żuaw (półpostać) olej na płótnie nr kat.: F 423, JH 1486 65,0 × 54,0 cm czerwiec 1888 Muzeum Vincenta van Gogha
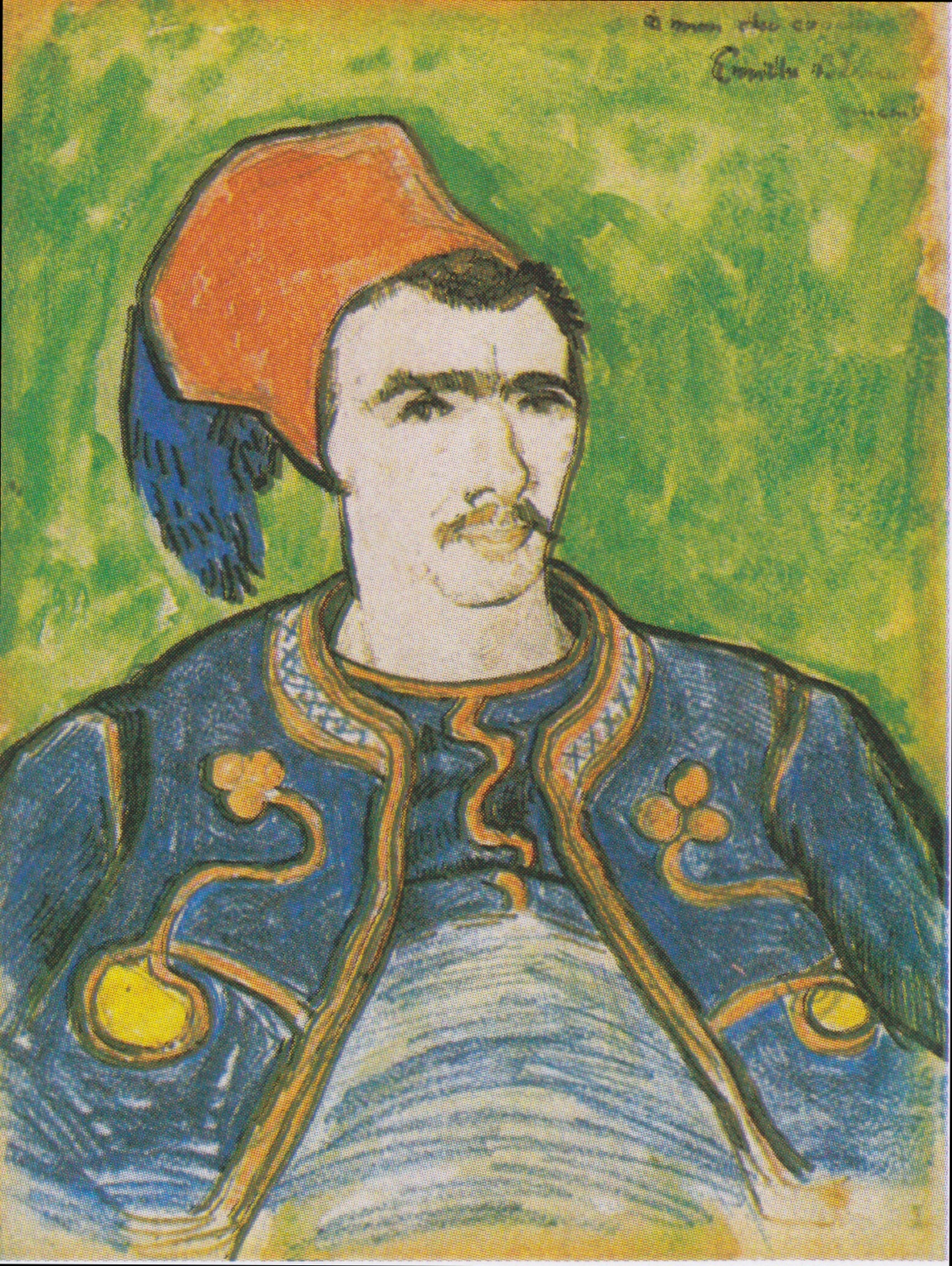
Żuaw (półpostać) akwarela nr kat.: F 1482, JH 1487 31,5 × 23,6 cm czerwiec 1888 Metropolitan Museum of Art
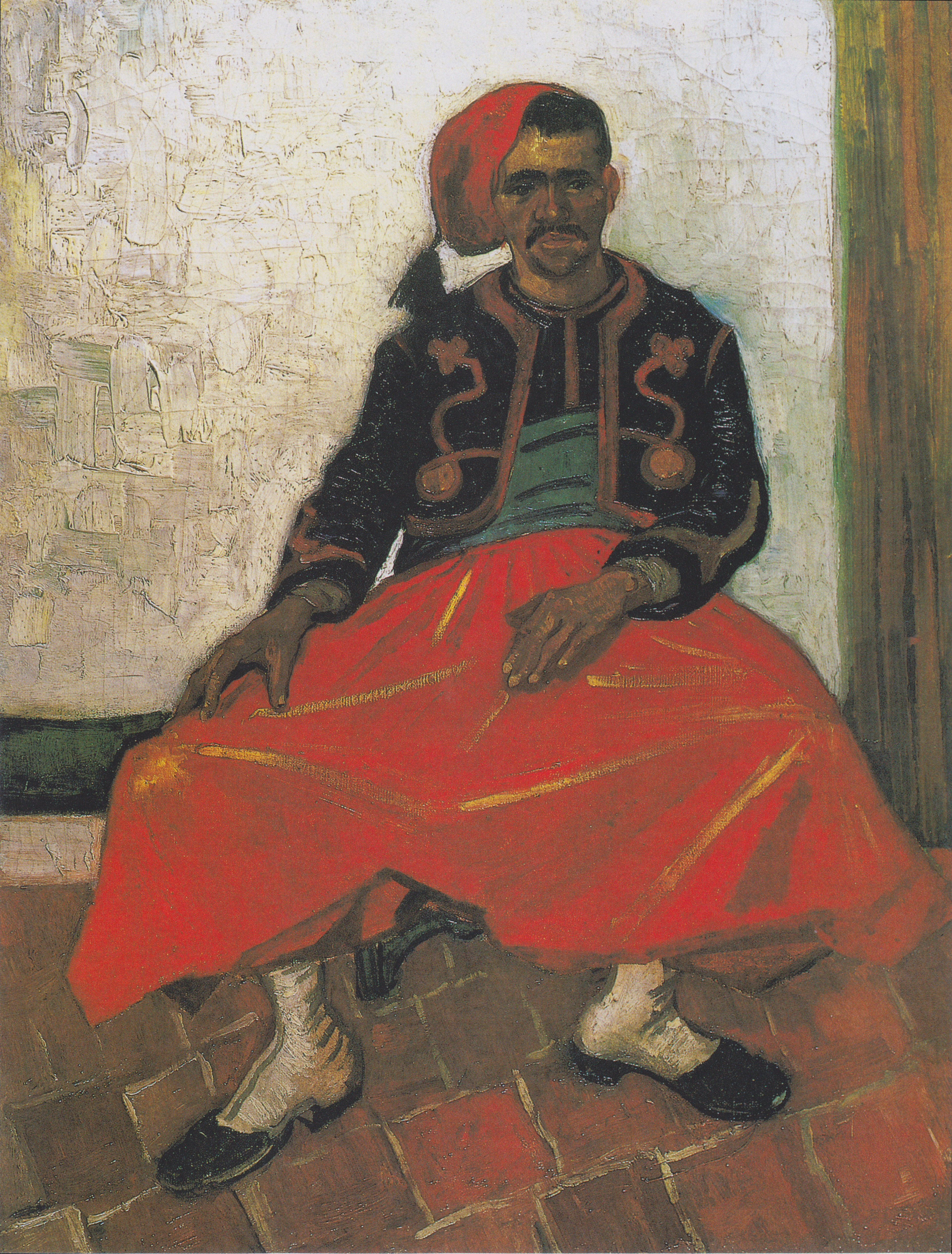
Siedzący żuaw olej na płótnie nr kat.: F 424, JH 1488) 81,0 × 65,0 cm czerwiec 1888 Kolekcja prywatna (Argentyna)

- Żuaw (półpostać)
olej na płótnie
nr kat.: F 423, JH 1486
 65,0 × 54,0 cm
czerwiec 1888
Muzeum Vincenta van Gogha
- Żuaw (półpostać)
akwarela
nr kat.: F 1482, JH 1487
31,5 × 23,6 cm
czerwiec 1888
Metropolitan Museum of Art
- Siedzący żuaw
olej na płótnie
nr kat.: F 424, JH 1488)
81,0 × 65,0 cm
czerwiec 1888
Kolekcja prywatna (Argentyna)